# Кумамото Атлетикс
«Кумамото Атлетикс» (яп. 熊本県民総合運動公園陸上競技場) — стадион, расположенный в городе Кумамото, префектура Кумамото, Япония. Является домашней ареной клуба Джей-лиги «Роассо Кумамото». Стадион вмещает 32 000 зрителей и был открыт в марте 1998 года.

## История
Стадион был открыт в 1998 году. Во время Чемпионата мира по футболу 2002 на стадионе проводила свои тренировки и контрольные матчи сборная Бельгии по футболу. На стадионе проводились также матчи Чемпионата Японии по регби.
20 января 2009 года стадион в первый раз в своей истории провёл матч национальной сборной, которая встречалась со сборной Йемена в рамках отборочного турнира к Кубку Азии 2011.

## Спортивные соревнования
- Чемпионат мира по регби 2019

## Транспорт
- Линия Хохи: станция Санриги — 35 минут пешком.
- Линия Хохи: станция Хикариномори — 40 минут пешком.